# Ялымский сельсовет
Ялы́мский сельсовет — муниципальное образование со статусом сельского поселения в составе Притобольного района Курганской области.
Административный центр — село Ялым.

## История
В соответствии с Законом Курганской области от 6 июля 2004 года № 419 сельсовет наделён статусом сельского поселения.

## Население
| 1989 | 2002  | 2004  | 2010 | 2012 | 2013 | 2014 |
| ---- | ----- | ----- | ---- | ---- | ---- | ---- |
| 1018 | ↗1073 | ↗1079 | ↘819 | ↘812 | ↘794 | ↘779 |
| 2015 | 2016  | 2017  | 2018 | 2019 | 2020 |      |
| ↘761 | ↘744  | ↘741  | ↘732 | ↘708 | ↗709 |      |

## Состав сельского поселения
| № | Населённый пункт | Тип населённого пункта       | Население |
| - | ---------------- | ---------------------------- | --------- |
| 1 | Новокаминка      | деревня                      | ↘89       |
| 2 | Обрядовка        | деревня                      | ↘188      |
| 3 | Ялым             | село, административный центр | ↘542      |